# 17101 Sakenova
17101 Sakenova (1999 JZ38) là một tiểu hành tinh vành đai chính được phát hiện ngày 10 tháng 5 năm 1999 bởi nhóm nghiên cứu tiểu hành tinh gần Trái Đất phòng thí nghiệm Lincoln ở Socorro.